# ViàOccitanie Toulouse
Pour les autres chaînes du réseau ViàOccitanie, voir ViàOccitanie.
ViàOccitanie Toulouse est une  chaîne de télévision locale toulousaine lancée le 28 septembre 2017 et disparue le 25 juillet 2025. Elle récupère la fréquence TNT précédemment occupée par Télé Toulouse (TLT) jusqu'à son arrêt en 2015. D'abord propriété du groupe Vià, la chaîne est rachetée comme l'ensemble du bouquet ViàOccitanie par le groupe La Dépêche du Midi.
Elle disparaît comme ses sœurs le 25 juillet 2025.

## Historique

### TLT (Télé Toulouse)
L'ancienne chaîne Télé Toulouse est mise en liquidation judiciaire par le tribunal de commerce de Toulouse qui estime que « la demande des salariés d'une poursuite d'activité exceptionnelle de 3 mois n'est pas compatible avec la situation de trésorerie de l'entreprise ». La chaîne a alors un passif de 1,6 million d'euros. Elle cesse d'émettre à minuit le 3 juillet 2015. Tout au long de son existence, la chaîne n'a jamais réussi à atteindre un équilibre économique.

### Projet d'une nouvelle chaîne locale
L'arrêt de TLT a conduit le CSA à lancer un appel à candidature pour une nouvelle chaîne locale en juin 2016. Quatre mois plus tard, TV Sud (groupe Médias du Sud) a été sélectionné, étant l'unique candidat restant après le retrait de BFM TV.

### Lancement de la chaîne
Le lancement de la chaîne TV Sud Toulouse était annoncé pour le 31 mai 2017 juste avant les élections législatives. À la suite de "problèmes techniques", le lancement est reporté au 28 septembre 2017.
Lors de son lancement, le groupe Médias du Sud annonce que l'ensemble des chaînes TV Sud vont devenir ViàOccitanie.
Les chaînes ViàOccitanie cessent d'émettre le 25 juillet 2025.

## Identité visuelle

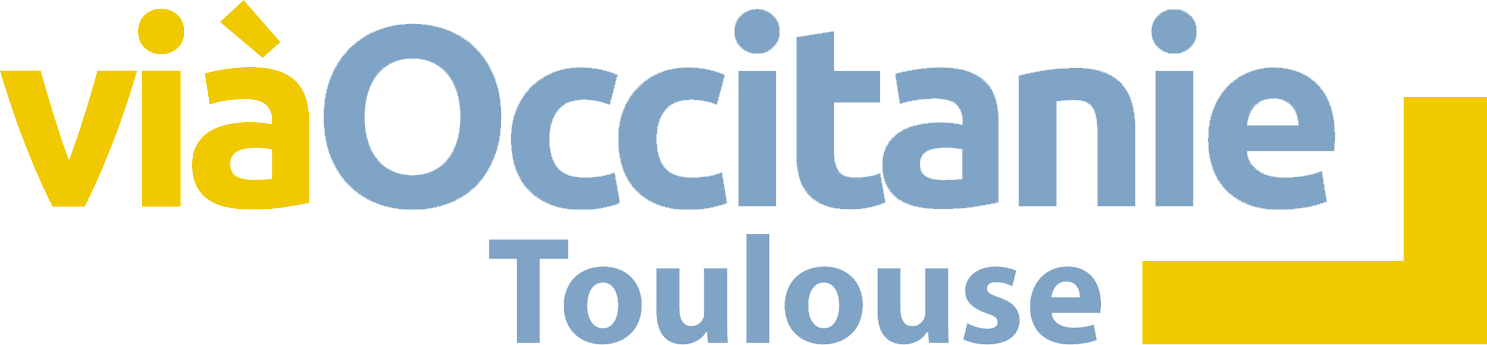
Logo de ViàOccitanie Toulouse du 28 septembre 2017 au 25 juillet 2025

## Actionnaires[5]
Région Occitanie :
Groupe la Dépêche :
BFM TV : 20%
Christophe Musset (PDG de Médias du Sud) : 35%
Bruno Ledoux : 25%